# Anjalay Stadion
Het Anjalay Stadion is een multifunctioneel stadion in Mapou, district Pamplemousses, Mauritius. Momenteel wordt het stadion vooral gebruikt voor voetbalwedstrijden. Om het grasveld ligt ook een atletiekbaan.
In het stadion kunnen 15.000 toeschouwers. Het stadion werd geopend op 26 januari 1991 en gerenoveerd in 2003. De renovatie in 2003 kostte $15 miljoen.